# Local Boys
Local Boys è un film drammatico del 2002 diretto da Ron Moler.